# Divadlo Heleny Modrzejewské
Divadlo Heleny Modrzejewské v Lehnici je státní činoherní divadlo působící v budově bývalého divadelně-operního domu z poloviny 19. století. V roce 1991 byl objekt zapsán do památkového registru (registrační číslo: 590/963 / L ze dne 17. června 1991).

## Období impresária
Budovu divadla v Lehnici navrhl Carl Ferdinand Langhans mladší, tvůrce mimo jiné budovy opery ve Vratislavi. Divadlo bylo postaveno na místě bývalé tržiště. Prototypem budovy měl být palác Strozzi ve Florencii. Slavnostní zahájení jeviště 25. prosince 1842 bylo doprovázeno inscenací hry Friedricha Halma Syn lesa (Der Sohn der Wildnis). O následující představení byl takový zájem, že k udržení pořádku byli zaměstnávání vojáci z místní posádky, což stejně ale nezabránilo rvačkám a rozbíjení oken.
Téměř celé první století provozu v nové budově nemělo divadlo stálý herecký soubor a fungovalo na principu dočasné služby (impresária). V divadle se konaly jak činoherní, operní, tak operetní představení.
V letech 1891–1893 byla budova upravena podle protipožárních opatření. Tehdy povstaly mimo jiné únikové cesty a byla instalována železná opona. Další modernizace divadla proběhla v letech 1938–1939.

## Multižánrové divadlo

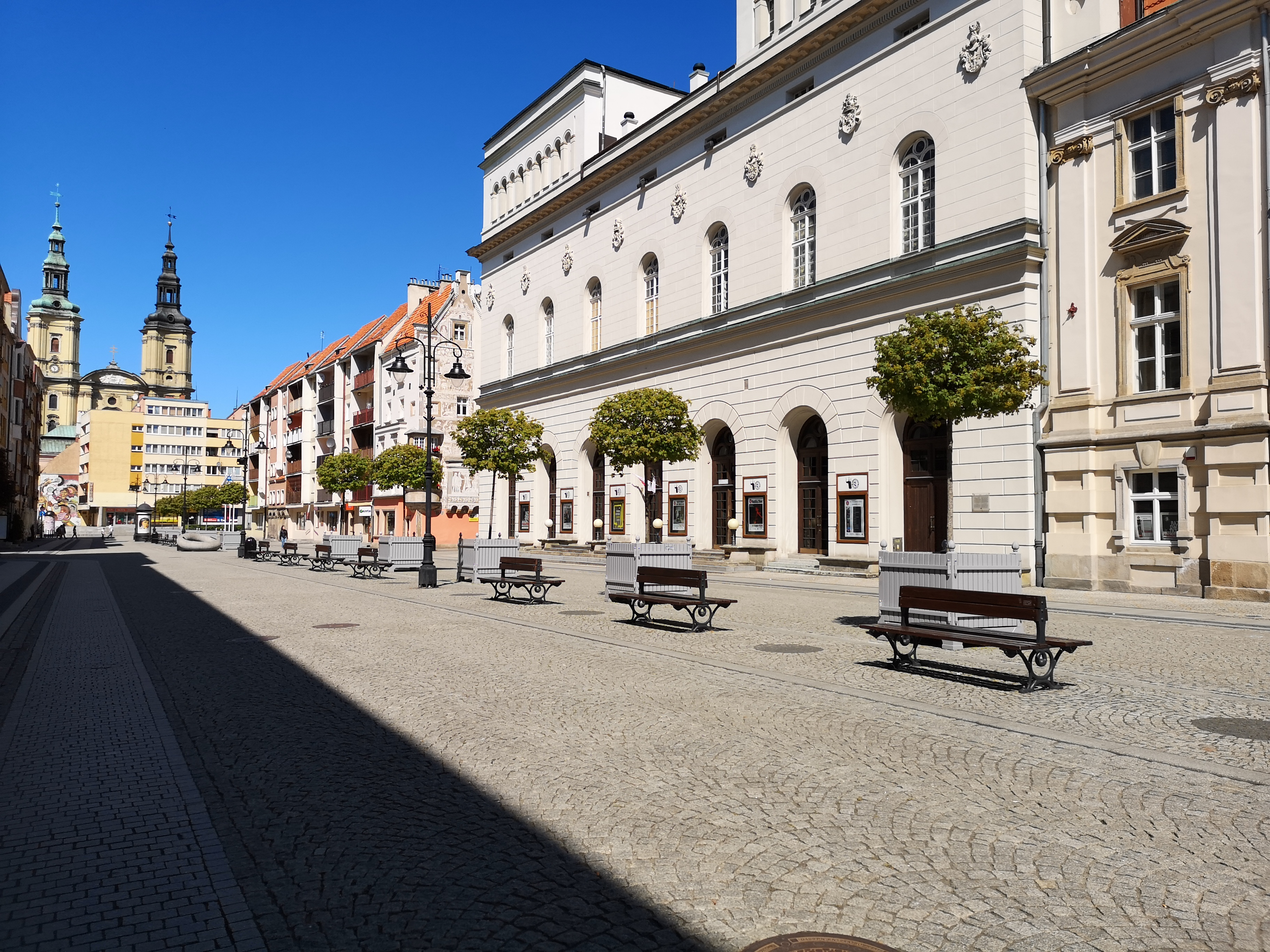
Divadlo Heleny Modrzejewské v Lehnici

V roce 1933 bylo v Lehnici otevřeno stálé multižánrové divadlo v čele s intendantem. V letech 1938–1943 byl nim Richard Rückert. Během tohoto období se v divadle hralo zároveň lehčí žánry jak na příklad farsy a operety, jak i vážná dramata, činohry a opery, včetně Wagnerových děl. Mezi dramatickými díly nechyběla díla příznivců nacismu, německé klasiky (Goethe, Schiller, Lessing) ani současné hry (např. Hauptmann). Konec opery a divadla nastal v září 1944 v důsledku odvedení většiny herců do armády.

## Po II. světové válce
Bezprostředně po druhé světové válce byla budova divadla vypleněna vojáky Rudé armády, kteří ukořistili vše, co nebylo trvale připojeno k samotné budově. Po roce 1945 bylo divadlo po dobu 20 let využíváno výhradně Rudou armádou. V roce 1964 byla budova bývalého divadla předána polským orgánům, předtím ale byla zbavena veškerého vybavení, včetně opony a topného systému.
Po vzniku lehnického vojvodství existence divadla se stala ambicí místních orgánů komunistické strany a správních úřadů. Po shromáždění potřebných finančních prostředků byly zahájeny stavební práce, při nichž byl zničen historický, neoklasicistní charakter interiéru. Fasáda divadla byla vymalována pouze noc před oficiálním otevřením, a to s pomocí požárních žebříků objednaných vojvodou. K otevření divadla 27. listopadu 1977 uspořádáno slavnostní premiéru hry Jaroslava Iwaszkiewicze Léta v Nohantu v režii Józefa Wyszomirského.

## Současnost
Státní činoherní divadlo, které bylo otevřeno v roce 1977, fungovalo do roku 1991 pod názvem Činoherní divadlo (Teatr Dramatyczny), následně (ve spolupráci s Vojvodským domem kultury a s Galerií umění) jako Centrum umění – Činoherní divadlo (Centrum Sztuki – Teatr Dramatyczny). Od roku 1999 je pojmenováno po Heleně Modrzejewské. V tomto divadle se konají nejdůležitější národní divadelní přehledy a festivaly. Divadlo získalo několik prestižních ocenění (mj. Soutěže o inscenaci polského současného umění, Festivalu režisérského umění „Interpretace“ v Katovicích, Shakespearovského festivalu v Gdaňsku atd.); a prezentuje svá vystoupení i v zahraničí (Česká republika, Německo, Velká Británie, Slovensko, Slovinsko, Rusko a USA – 2009, Argentina – 2013, Turecko – 2014). Posláním lehnického divadla je představovat „skutečné příběhy na skutečných místech“, jako jsou např. staré tovární haly nebo zničené kino. Tyto příběhy často odkazují na Lehnici, čímž udržují a upevňují identitu města. Nejvýznamnějšími představeními divadla Modrzejewské jsou: Ballada o Zakaczawiu (2000, televizní verze 2002), Wschody i Zachody Miasta (2003, televizní verze 2005), Made in Poland (2004, televizní verze 2005), Otello (2006), Lemko (2007), III Furie (2011, televizní verze 2012), Orchestr (2011, televizní verze 2013). Divadlo uspořádalo mezinárodní divadelní festival Miasto v Lehnici (2007, 2009), jehož scénou byly zničené prostory Lehnice, a spoluorganizovalo festival divadla Nie-Zły (2011, 2012). Mezi režiséry divadla Modrzejewské patří Jacek Głomb, Lech Raczak, Piotr Cieplak, Paweł Kamza, Ondrej Spišák, Przemysław Wojcieszek.
Dne 14. listopadu 2017 bylo divadlo oceněno Stříbrnou medailí za Zásluhy o kulturu – Gloria Artis.